# لارناکا
لارناکا (Larnaca یا Larnaka) شهری است در ساحل جنوب‌شرقی کشور قبرس.

## نام
در زمان‌های گذشته نام این شهر Kition یا در لاتین Citium بوده‌است.
واژهٔ Kittim که در انجیل آمده‌است، هرچند که از واژهٔ Citium مشتق است، اغلب به‌طورکلی برای کل قبرس به‌کار رفته یا گاهی یهودیان آن را به‌معنی یونانیان و رومی‌ها به‌کار برده‌اند. بزرگ‌ترین فرودگاه این کشور، فرودگاه بین‌المللی لارناکا، در این شهر قرار دارد.

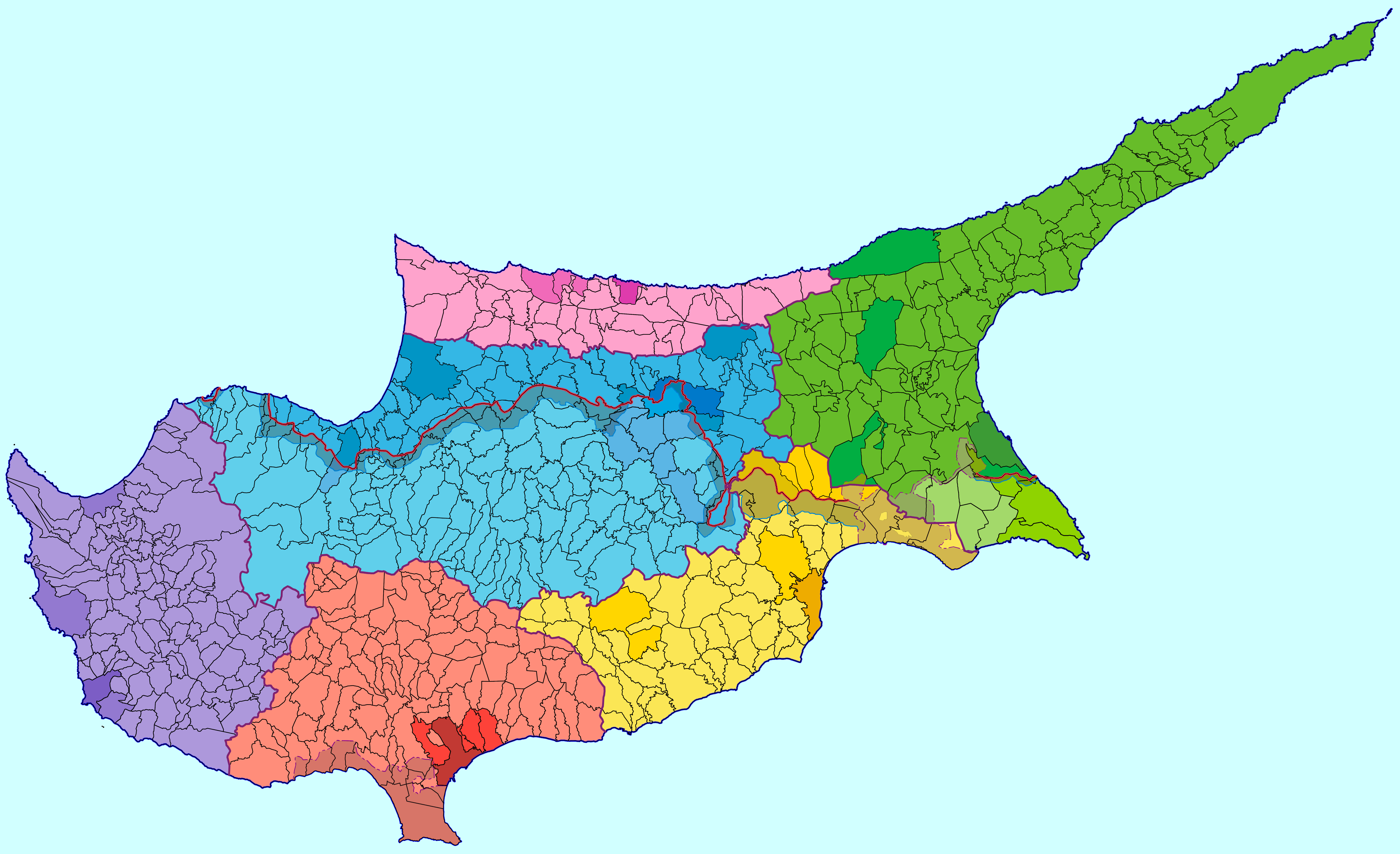